# Прескот Вали
Прескот Вали (на английски: Prescott Valley) е град в окръг Явапай, щата Аризона, САЩ. Прескот Вали е с население от 37 779 жители (2007) и обща площ от 82,2 km². Намира се на 1532 m надморска височина. ЗИП кодът му е 86312, 86314, а телефонният му код е 928.